# Барни (Комо)
Барни (итал. Barni) — коммуна в Италии, находится в регионе Ломбардия, в провинции Комо.
Население составляет 573 человека (2008), плотность населения составляет 100 чел./км². Занимает площадь 5 км². Почтовый индекс — 22030. Телефонный код — 031.
Покровителями коммуны почитаются святые апостолы Пётр и Павел, празднование 29 июня. 

## Демография
Динамика населения: